# Cotonou

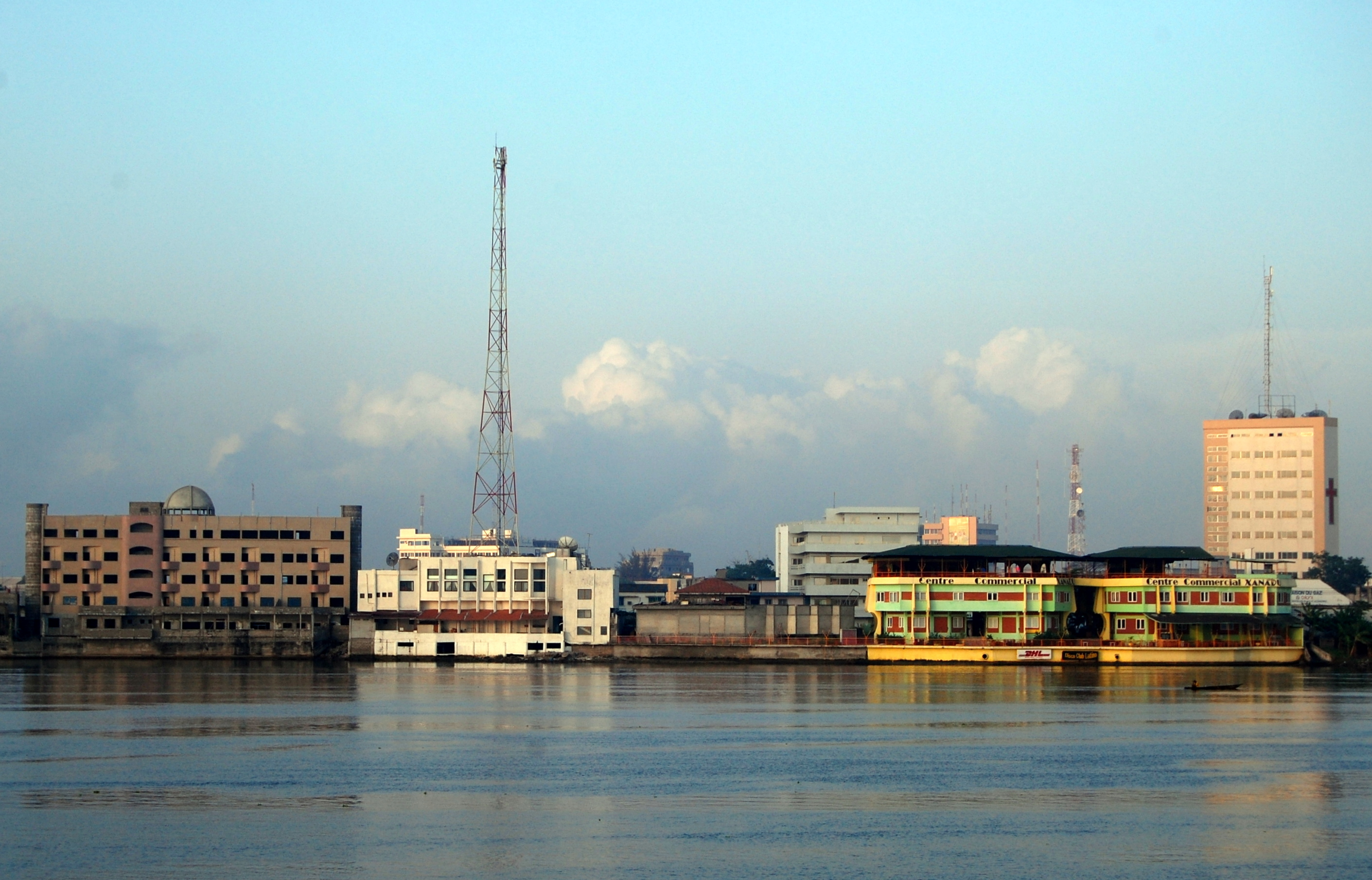
Vista de Cotonou

Cotonou és la seu del govern de Benín, tot i que la capital oficial és Porto-Novo. L'aeroport i les instal·lacions de carreteres i ferrocarril fan de Cotonou el centre de transports i comunicacions del país. La seva població el 2006 és de 761.137 habitants (a l'anterior cens era 536.827 habitants i el 1960 només 70.000) i la ciutat segueix expandint-se especialment cap a l'oest. La ciutat es troba al sud-est del país, entre l'oceà Atlàntic i el llac Nokoué, al voltant de la llacuna de Cotonou (de fet, un estret).
La ciutat és coneguda com un port important, i també hi ha un aeroport i una línia ferroviària fins Parakou. Hi ha llocs importants a Cotonou com el Cotonou Friendship Stadium, la catedral de Cotonou, la mesquita central de Cotonou o el mercat de Dantokpa, que inclou un mercat de fetitxos. La National University of Benin es troba a Cotonou.
Hi ha indústries com l'oli de dàtil, el pastís de dàtils, la cerveseria, tèxtils i ciment. S'hi construeixen automòbils i bicicletes, i hi ha molins fusters a la ciutat. S'hi exporten productes petrolífers, bauxita i ferro. S'hi duu a terme l'extracció de petroli.

## Història
El poble fou fundat pels Aïzo d'Allada, amb el nom de Donupka (prop del forat, o sigui "Prop de la llacuna"). Els arbres eren d'un color una mica vermellós i el representant d'Abomey va considerar que era sang, perquè el poble fon d'Abomey creia en aquell temps que les animes dels morts baixaven per l'Ouémé fins a la llacuna i el mar i va suposar que cada mort que passava per la llacuna deixava una mica de la seva sang als arbres i per això li va dir Ku Tonu (Ku = mort, Tonu = llacuna). La ciutat fou abandonada després del pas de l'exèrcit de Dahomey al segle xviii.
Yepké Zinsou, un mercader d'esclaus, va trobar el lloc adient per l'embarcament d'esclaus, en estar fora del control de les marines europees i va refundar la vila amb l'ajut del mestís portuguès Sangrònio; Zinsou fou reconegut pel rei de Dahomey com a ministre encarregat de les relacions amb els blancs (yévogan) i s'hi va instal·lar amb la seva família. La localitat va prosperar pel comerç de l'oli de palmera i dels drets d'ancorar dels europeus (que es pagaven en especies); l'oli de palmera fou expandit pel mestís brasiler Domingo Martins. El 1851, els francesos feren un tractat amb el rei de Dahomey, Gezo, que els permeté establir a Cotonou un poblat mercantil. Sota el regne de Glele (francès Glélé) la ciutat encara es va expandir més. França s'hi va implantar pels tractats de 19 de maig de 1868 i un altre de 1878 (vegeu Protectorat de Cotonou). El 1883 la flota francesa va anar a Cotonou per impedir una eventual annexió britànica. El rei Behanzin de Dahomey, fill i successor de Glele, refusà als francesos tot dret sobre Ko Tonu (Kotonou dels francesos convertida en Cotonou) i va atacar la ciutat; la guarnició francesa va rebutjar dos atacs (23 de febrer i 4 de març de 1889).
Un moll construït entre 1891 i 1899 va permetre ampliar el volum comercial. El 1905 hi havia 75 europeus (incloent 7 dones i un nen) i 1100 africans. El 1912 fou declarada comuna mixta. La seva gran expansió va començar el 1928, quan tenia entre 8 i 9000 habitants (uns 300 musulmans). El 31 d'agost de 1966 es va formar la Unió Islàmica de Dahomey que assegurava la preeminència dels musulmans de Porto Novo que són els que reben les donacions dels països del golf (junt amb el nord del país, islamitzat), i de les quals Cotonou gairebé no s'ha beneficiat.